# Rualena
Rualena es un género de arañas araneomorfas pertenecientes a la familia Agelenidae. Se encuentra en América.

## Especies
Según The World Spider Catalog 12.0:
- Rualena alleni Chamberlin & Ivie, 1942
- Rualena avila Chamberlin & Ivie, 1942
- Rualena balboae (Schenkel, 1950)
- Rualena cavata (F. O. Pickard-Cambridge, 1902)
- Rualena cockerelli Chamberlin & Ivie, 1942
- Rualena cruzana Chamberlin & Ivie, 1942
- Rualena goleta Chamberlin & Ivie, 1942
- Rualena magnacava Chamberlin & Ivie, 1942
- Rualena pasquinii Brignoli, 1974
- Rualena rua (Chamberlin, 1919)
- Rualena shlomitae García-Villafuerte, 2009
- Rualena simplex (F. O. Pickard-Cambridge, 1902)
- Rualena surana Chamberlin & Ivie, 1942